# Fantastic'Arts 2005
La douzième édition du festival Fantastic'Arts s'est déroulé du 26 au 30 janvier 2005 à Gerardmer. Cette édition avait pour thème les "États d'âmes".

## Palmarès
| Prix                                      | Attribué à                                      | Pays                  |
| ----------------------------------------- | ----------------------------------------------- | --------------------- |
| Grand prix du festival                    | Trouble de Harry Cleven                         | France / Belgique     |
| Prix du jury                              | Saw de James Wan et Calvaire de Fabrice Du Welz | États-Unis / Belgique |
| Prix de la critique internationale        | Calvaire de Fabrice Du Welz                     | Belgique              |
| Prix du jury jeunes                       | Saw de James Wan                                | États-Unis            |
| Prix Première                             | Calvaire de Fabrice Du Welz                     | Belgique              |
| Prix 13e Rue                              | Trouble de Harry Cleven                         | France / Belgique     |
| Prix du public Mad Movies - inédits vidéo | Into The Mirror (Geoul Sokeuro) de Kim Seong-Ho | Corée du Sud          |
| Grand prix du court métrage fantastique   | Organik de David Morlet                         | France                |
| Prix littéraire                           | Le Mort-Homme de Denis Bretin                   | France                |

## Films en compétition
- Ab-normal Beauty (死亡寫真, Sei mong se jun) de Oxide Pang ( Chine)
- Bunshinsaba de Ahn Byung-ki ( Corée du Sud)
- Calvaire de Fabrice Du Welz ( Belgique /  France /  Luxembourg)
- Hypnos (Hipnos) de David Carreras ( Espagne)
- La Peau blanche de Daniel Roby ( Canada)
- La Mort en ligne (着信アリ, Chakushin ari?) de Takashi Miike ( Japon)
- Saw de James Wan ( États-Unis)
- Trauma de Marc Evans ( Royaume-Uni)
- Trouble de Harry Cleven ( Belgique /  France)

## Courts métrages en compétition
- A message from outer space de Roel Mondelaers, Raf Reyntjens ( Belgique)
- Frisson d’été de Bruno Philip ( France)
- La main de Cédric Derlyn ( France)
- Le bon, la brute et les zombies de Abel Ferry ( France)
- L’empreinte de l’ange de Christophe Reynaud ( France)
- Organik de David Morley ( France)
- Thinning the herd de Rie Rasmussen ( France)

## Films hors compétition
- Capitaine Sky et le Monde de demain (Sky Captain and the World of Tomorrow) de Kerry Conran ( États-Unis /  Royaume-Uni /  Italie)
- The Eye 2 - Renaissance  (見鬼 2, Gin gwai 2) de Oxide Pang et  Danny Pang ( Hong Kong /  Singapour)
- Arahan de Ryu Seung-wan ( Corée du Sud)
- Bubba Ho-tep de Don Coscarelli( États-Unis)
- Deadly Cargo (Cámara oscura) de Pau Freixas ( Espagne, ( Mexique)
- Hair High de Bill Plympton ( États-Unis)
- Koma (救命, Jiu ming) de Chi-Leung Law ( Hong Kong)
- Save the Green Planet (지구를 지켜라!, 地球를 지켜라!, Jigureul jikyeora!) de Jang Joon-hwan ( Corée du Sud)
- Le Fil de la vie (Strings) de Anders Rønnow Klarlund ( Danemark)

### Nuit "Home Sweet Home"
- Amityville : La Maison du diable (The Amityville Horror) de Stuart Rosenberg ( États-Unis)
- Hantise (The Haunting) de Jan de Bont ( États-Unis)
- La Maison des 1 000 morts (House of 1000 Corpses) de Rob Zombie ( États-Unis)

### Rétrospective "États d'âme"
- Angoisse (Experiment Perilous) de Jacques Tourneur
- L'Obsédé (The Collector) de William Wyler
- Ne vous retournez pas (Don't Look Now) Nicolas Roeg
- Le Locataire de Roman Polanski
- Faux-semblants (Dead Ringers)  de David Cronenberg
- Lost Highway de David Lynch

### Hommage à Roger Corman
- La Chute de la maison Usher (House of Usher) de Roger Corman
- La Chambre des tortures (The Pit and the Pendulum) de Roger Corman
- La Petite Boutique des horreurs (The Little Shop of Horrors) de Roger Corman
- Day The World Ended de Roger Corman ( États-Unis)
- The Undead de Roger Corman ( États-Unis)
- Viking Women and the Sea Serpent de Roger Corman ( États-Unis)
- Teenage Cave Man de Roger Corman ( États-Unis)
- Le Corbeau (The Raven) de Roger Corman ( États-Unis)

## Inédits vidéo
- Bad Trip (The Locals) de Greg Page ( Nouvelle-Zélande)
- L'Écorché (Shallow Ground) de Sheldon Wilson ( États-Unis)
- Hellraiser : Hellseeker de Rick Bota ( Canada /  États-Unis)
- Into The Mirror (Geoul Sokeuro) de Kim Seong-Ho ( Corée du Sud)
- La Mutante 3 (Species III) de Brad Turner ( États-Unis)
- Sœurs de glace (Decoys) de Matthew Hastings  ( Canada)

## Jury

### Jury long métrage
Président du jury : Barry Levinson
- Amira Casar
- Marina de Van
- Agnès Soral
- Laurent Bouhnik
- Éric Lysøe
- Jonathan Zaccaï

### Jury courts métrages
Président du jury : Alain Berberian
- Aurore Auteuil
- Alexandra Kazan
- Stomy Bugsy
- Grégoire Colin
- Stéphane Metzger

### Auteurs du Salon du Grimoire
- Auteurs présents : Henri Loevenbruck, Jay Elis, Renaud Benoist